# Théorie de l'intégration fronto-pariétale
La théorie de l'intégration fronto-pariétale (P-FIT) considère que l'intelligence dépend de l'intégration de certaines zones du cerveau expliquant la formation de comportements intelligents. La théorie propose que des réseaux de neurones à grande échelle connectent des régions du cerveau, qui comprennent des aires frontales, pariétales, temporales, et le gyrus cingulaire, et qui sous-tendent la base biologique de l'intelligence chez les humains. Ces régions, qui chevauchent considérablement le "réseau de tâches positives", permettent au cerveau de communiquer et d'échanger des informations de manière efficace d'une zone à une autre. La théorie s'appuie principalement sur des données de neuro-imagerie, complétées par des études de lésions. La P-FIT est influente car elle explique la majorité des résultats de neuro-imagerie, et des résultats empiriques liant la cognition aux réseaux de neurones à grande échelle, plutôt qu'à des processus ou modules spécifiques et nombreux. Des spécialistes affirment que la théorie P-FIT est, en neurosciences,  "la meilleure réponse à la question de savoir où, dans le cerveau, réside l'intelligence".

## Théorie
Cette théorie propose qu'une meilleure intelligence générale individuelle résulte de la plus grande efficacité de la communication entre les régions du cortex préfrontal dorsolatéral, le lobe pariétal, le cortex cingulaire antérieur, et les régions temporales et pariétales.

## Données de la neuro-imagerie

### Jung et Haier (2007)
Jung et Haier (2007) proposent la théorie P-FIT après une revue de 37 études de neuro-imagerie, menées sur un total de 1557 participants. Leur revue inclut seulement les techniques de neuro-imagerie à haute résolution spatiale et vise à examiner leurs corrélations structurelles et fonctionnelles avec l'intelligence. En s'appuyant sur les résultats des études de neuro-imagerie structurelle (morphométrie voxel par voxel, spectroscopie par résonance magnétique, et imagerie du tenseur de diffusion), Jung et Haier ont constaté que les scores de QI mesurés sur la batterie complète de l'échelle d'intelligence pour adultes de Weschsler corrèle avec les régions frontales et pariétales dans plus de 40% des 11 études.
Plus de 30% des études sur l'échelle complète des QI montrent des corrélations avec la cingulaire gauche des régions frontales de droite et de gauche. Aucune corrélation n'était observée entre les QI et des régions des aires temporales ou occipitales.
À partir des études fonctionnelles, les auteurs ont constaté que plus de 40% des études incluses dans la revue, indiquent des corrélations entre l'intelligence et des activations bilatérales situées dans le lobe frontal et des circonvolutions du lobe occipital. Dans ces études, l'activation de l'hémisphère gauche est généralement beaucoup plus élevée que celle de l'hémisphère droit. De même, les aires bilatérale du lobe occipital, comme BA19 (région de Brodmann) sont actives au cours de tâches de raisonnement dans plus de 40% des études. L'activation de l'hémisphère gauche dans cette région a aussi tendance à être plus importante que celle de l'hémisphère droit.
Dans les études d'imagerie fonctionnelle, le lobe pariétal est régulièrement impliqué dans des tâches de raisonnement, la zone BA7 est activée dans plus de 70% des études, et une activation de BA40 est observée dans plus de 60% des études.
Les auteurs complètent leur revue des études de neuro-imagerie qui appuient leur théorie. De plus, leur revue des études en imagerie  génomique, suggère un rôle des gènes ASPM et microcephalin dans la relation entre les volumes de matière grise et substance blanche des aires impliquées dans la théorie P-FIT.

### Réplications en imagerie structurelle
Haier et coll. (2009) ont cherché à confirmer et approfondir leurs résultats dans une nouvelle série d'études. Les auteurs défendent que les études précédentes n'ont sans doute pas montré de résultats concluants parce qu'elles utilisaient des approximations indirectes de g. Les scores de 6 292 participants sur huit tests cognitifs sont utilisés pour dériver les scores g, et un sous-ensemble de 40 participants ont également été examinés par voxel-based morphometry. Leurs résultats suggèrent que les corrélats neuraux de g dépendent en partie du type de test utilisé pour estimer g, ce qui peut expliquer une part de la variance observée dans l'étude antérieur de Jund et Haier (2007).
La même année, en Espagne, une étude de Colom et collègues mesure également des corrélats de g et les mesures de matière grise sur un échantillon de 100 adultes. Tout comme Haier et coll. (2009), une mesure directe de g a été dérivée à partir d'une batterie de mesure de l'intelligence Gf, Gc et des mesures de cognition spatiale. Les auteurs concluent que leurs résultats sont en accord avec la théorie P-FIT, malgré quelques différences dans leurs résultats.

### Réplications en imagerie fonctionnelle
Vakhtin et coll. (2014) tentent d'identifier les réseaux fonctionnels relatifs à l'intelligence fluide mesurée par le test des matrices progressives de Raven en utilisant l'IRMf sur 79 étudiants américains. Ils mettent en évience un ensemble discret de réseaux associés au raisonnement fluid (Gf) comprenant cortex dorsolatéral, le lobule inférieur et  pariétal, le gyrus cingulaire antérieur, ainsi que des régions temporales et occipitales. Les auteurs concluent que leurs résultats sont généralement consistants avec la théorie P-FIT.

## Étude des lésions
La majorité des études soutenant la théorie P-FIT en se basant sur des lésions utilisent des techniques de cartographie des symptômes de lésions basées sur les voxel, une méthode dans laquelle les scores à un test d'intelligence sont comparés entre des participants, avec ou sans lésion, à chaque voxel. La méthode permet d'identifier des régions du cerveau jouant un rôle dans les performances au test, en permettant de repérer les endroits où les dommages cérébraux peuvent affecter les  performances.
Gläscher et coll. (2010) ont examiné si g a différents substrats neuronaux, ou si g est lié à propriétés neurales globales telles que le volume total du cerveau. À l'aide de la cartographie due symptôme de lésion sur base des voxels, les auteurs trouvent des relations significatives entre les scores g et les régions situées principalement dans l'hémisphère gauche, ainsi que les principaux réseaux de substance blanche des régions temporale, pariétale et frontale inférieure. La seule zone du cerveau en commun à g, est la région de Brodmann 10 du lobe gauche. Les autres aires sont activées par g et par les sous-tests de l'échelle d'intelligence pour adults de Wechsler (WAIS), la batterie de tests utilisée pour calculer g.
Une étude des résultats de 182 hommes vétérans de l'étude Phase 3 Vietnam Head Injury identifie plusieurs domaines relatifs à la théorie P-FIT. Barbey, Colom, Salomon, Krueger, et Forbes (2012) utilisent aussi la technique de cartographie des symptômes lésionnels basée sur les voxels pour identifier les régions qui interférent avec les performances à la batterie de tests WAIS et le test du Système de fonctions exécutives de Delis-Kaplan. Les auteurs incluent cinq mesures du test Delis-Kaplan connues pour être particulièrement sensibles aux lésions du lobe frontal. Les résultats indiquent que g, calculée à partir de la WAIS test de la batterie, partage des substrats neuronaux avec plusieurs sous-tests  de la WAIS, tels que la Compréhension Verbale, la Mémoire de Travail, l'Organisation Perceptive, et la Vitesse de Traitement. Les domaines concernés sont connus pour être impliqués dans le traitement du langage, la mémoire de travail, le traitement spatial, et le traitement moteur, ainsi que les principaux faisceaux de matière blanche, y compris le faisceau arqué qui relie régions temporales, pariétales et frontales inférieures. Les lobes frontaux et pariétaux semblent jouent un rôle critique dans le contrôle des processus exécutifs.

## Limites et critiques de  la théorie
Peu de critiques de la théorie d'intégration pariéto-frontale de l'intelligence, ou P-FIT, ont été publiées, et cette théorie est le meilleur modèle actuel des bases biologiques de l'intelligence humaine. Cependant, des questions demeurent non résolues. Un examen des méthodes utilisées pour identifier les réseaux à grande échelle impliqués dans la cognition souligne l'importance du contexte multi-dimensionnel contexte dans la compréhension des bases neurales des processus cognitifs. Dans cette revue, les auteurs soulignent que le type d'approche de la théorie P-FIT ne permet pas d'élucider la nature dynamique des processus cognitifs. En outre, la théorie ne permet pas de prendre en compte les différentes stratégies individuelles, cognitives et neurales, utilisées pour effectuer des tâches cognitives.

## Compatibilité avec d'autres corrélats biologiques de l'intelligence
La théorie P-FIT est compatible avec l'hypothèse de l'efficacité des neurones, et est soutenue par des observations de relations entre l'intégrité de la substance blanche et l'intelligence. Par exemple, une étude indique que l'intégrité de la substance blanche fournit la base neurale pour le traitement rapide de l'information, qui est considéré comme un élément essentiel de l'intelligence en général.